# Cirolana sadoensis
Cirolana sadoensis är en kräftdjursart som beskrevs av Nunomura 1981. Cirolana sadoensis ingår i släktet Cirolana och familjen Cirolanidae. Inga underarter finns listade i Catalogue of Life.